# Matilda von Amboise
Matilda von Amboise (auch Mahaut oder Mathilde d’Amboise, * um 1200; † 12. Mai 1256) war die Gräfin von Chartres in den Jahren 1248 bis 1256. Sie war eine Tochter von Sulpice III. von Amboise († 1218) und Isabella von Blois († 1248).
Bei Tod ihres Bruders Hugo III. von Amboise erbte sie 1228 die väterliche Herrschaft Amboise. Beim Tod ihrer Mutter erbte sie 1248 auch die Grafschaft Chartres.
Sie heiratete Richard II., Vicomte de Beaumont, aber anscheinend blieb die ehe kinderlos und Richard starb am 17. September 1242. Im Jahr 1232 schenkten Matilda und Richard Land den Nonnen von Lieu. Matilda heiratete um 1254 Johann von Nesle, Graf von Soissons. Auch mit ihm hatte sie keine Kinder.
Nach Matildas Tod fiel die Herrschaft Amboise an ihren Cousin Berrie Johann I. von Berrie (Sohn ihres Onkels väterlicherseits, Hugo von Amboise). Die Grafschaft Chartres blieb noch bis zum Tod ihres Witwers, in dessen Besitz und fiel schließlich 1270 an ihren Neffe zweiten Grades Johann I., Graf von Blois (Enkel ihrer Tante mütterlicherseits, Margarete von Blois), der Chartres wieder mit der Grafschaft Blois vereinte.